# Novendial
Novendial (en llatí Novendiale) era el nom donat a algunes festes romanes que duraven nou dies.
Va ser originàriament instituïda per Tul·li Hostili quan va caure una gran calamarsada sobre el Mont Albà, i es va celebrar diverses vegades en temps posteriors En dona informació Titus Livi
També es donava aquest nom als sacrificis que es feien després d'un funeral i que igualment duraven nou dies.